# Tomaž Pörš
Tomaž Pörš, slovenski častnik, * 1964, Murska Sobota.
višji vojaški uslužbenec XIV. razreda Porš je trenutno svetovalec poveljnika PDRIU.

## Vojaška kariera
- višji vojaški uslužbenec XIV. razreda PDRIU (2004)

## Odlikovanja in priznanja
- bronasta medalja Slovenske vojske (11. maj 1998)